# Gustavo Cobreros
Gustavo Cobreros y Cuevillas (Oquendo, Álava, diciembre de 1838 - Bilbao, 20 de diciembre de 1901) fue un militar y periodista carlista español. 

## Biografía
Era hijo de Nicasio Cobreros y Echevarría y de su esposa Antonia Cuevillas y Ruiz de Vallejo. Terminada la primera enseñanza, cursó en el Instituto de Bilbao y obtuvo el grado de bachiller en Filosofía en la Universidad de Valladolid.
Durante la guerra de África militó a las órdenes del General Prim en calidad de oficial 3.º de Administración militar, incorporándose a los Tercios Vascongados tan pronto como pisaron el continente africano. A los dos años de concluida esta guerra, solicitó la licencia absoluta, retirándose a su casa de Baracaldo.
A su vuelta se estableció en Santurce, donde desarrolló una dilatada actividad política. Fue elegido dos veces alcalde de Baracaldo, y una fiel regidor. También fue nombrado tres veces consecutivas apoderado de este pueblo, que representó en las Juntas Generales de Guernica. Dichas Juntas lo eligieron síndico del Señorío en 1870.
En el distrito de Valmaseda preparó el levantamiento carlista de 1872 junto con su primo, el comandante de caballería Florencio Cuevillas, Cecilio del Campo y del presbítero Pedro García Salazar, proclamando a Don Carlos el 21 de abril de 1872 en Baracaldo. Con más de 100 voluntarios armados se incorporó en Güeñes a las fuerzas carlistas mandadas por Cuevillas. Entre otras escaramuzas, dichas fuerzas sostuvieron dos horas de fuego nutrido con un destacamento de la Guardia Civil compuesto de 36 hombres, mandados por un oficial, y después de haber sido éstos hechos prisioneros y desarmados, les dejó en completa libertad. Durante la contienda Cobreros fue ayudante del marqués de Valde-Espina.
Concluida la guerra, estuvo dos años emigrado en Francia, y al volver a España, en unión de varios amigos, publicó el periódico Beti-Bat, levantando el espíritu carlista, muy abatido por entonces. Cobreros fue elegido dos veces diputado provincial por el distrito de Guernica. Más tarde fue elegido diputado provincial por el distrito de Valmaseda y nombrado jefe carlista de dicho distrito.
A raíz de la separación del carlismo de Ramón Nocedal, fundó junto a 32 amigos la Sociedad Tradicionalista de Bilbao, de la que fue el primer presidente, además de los Círculos Carlistas de Sestao, Baracaldo, Orduña, San Salvador del Valle y San Pedro de Abanto. Desde 1888 fue el hombre de confianza de Valde-Espina en Vizcaya y uno de los hombres más importantes del carlismo vizcaíno de finales del siglo XIX.